# آکواریوس (آلبوم تیناشی)
آکواریوس یا دلو (به انگلیسی: Aquarius) نخستین آلبوم استودیویی از خوانندهٔ آمریکایی تیناشی می‌باشد که در ۳ اکتبر سال ۲۰۱۴ از سوی آرسی‌ای رکوردز منتشر گردید. تیناشی پس از انحلال گروهٔ موسیقی دخترانه استانرز اعلام کرده بود می‌خواهد حرفهٔ انفرادی خود را دنبال کند. سال بعد وی نخستین میکس‌تیپ خود را تحت عنوان اگه بمیریم منتشر کرد. او پس از رشد با این میکس‌تیپ با آرسی‌ای رکوردز ملاقات نمود که سرانجام قرارداد ضبطی با آن‌ها امضا و بلافاصله کار بر روی آلبوم خود را آغاز کرد. وی طی پروسهٔ ضبط نخستین آلبوم خود دو میکس‌تیپ دیگر با نام‌های خیال واهی و آب سیاه منتشر نمود.